# Királyok völgye 42

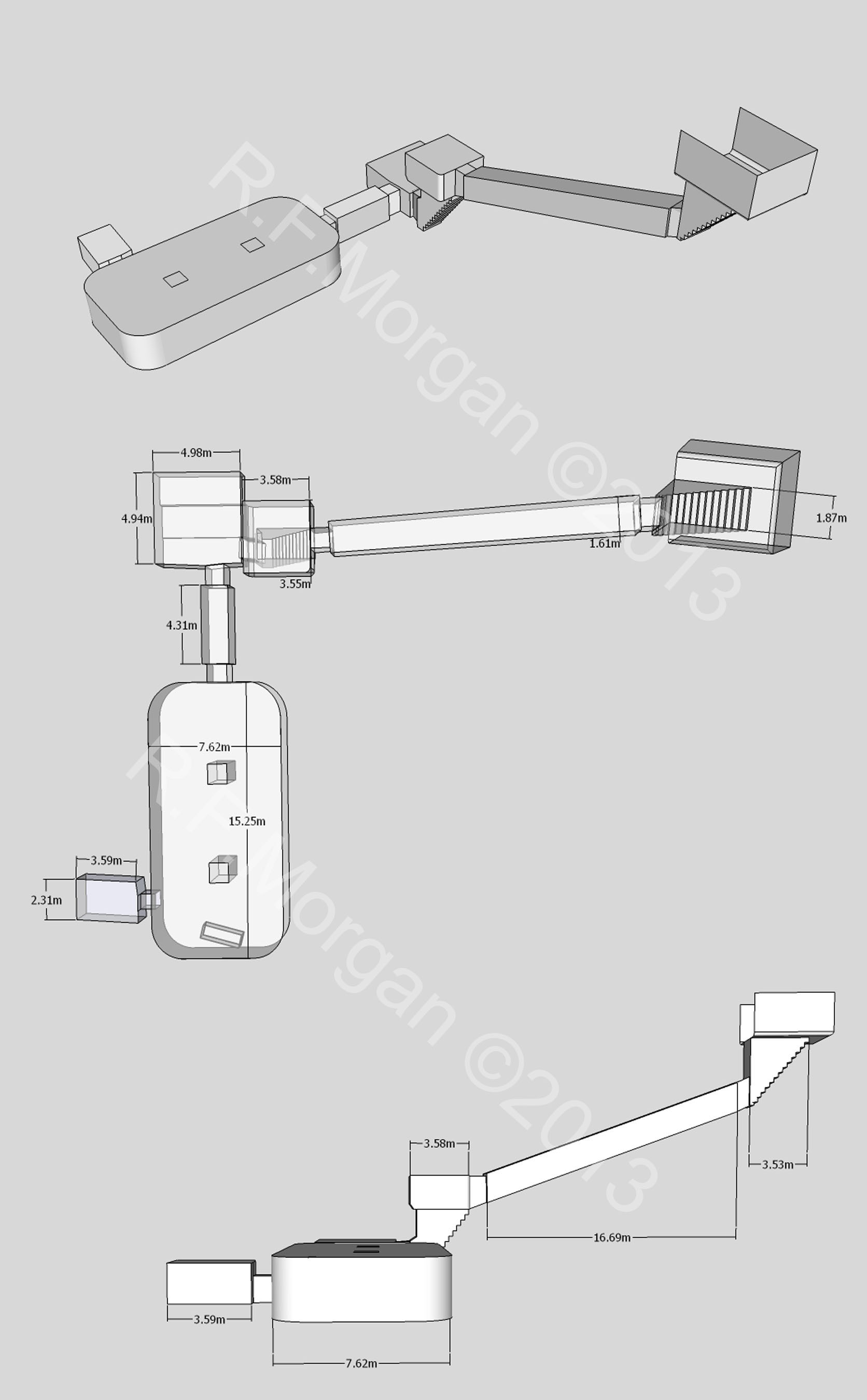
A sír izometrikus képe, alaprajza és oldalnézeti metszete egy 3D-modell alapján

A Királyok völgye 42 (KV42) egy egyiptomi sír a Királyok völgye keleti völgyében, a délnyugati vádi nyugati ágában. A XVIII. dinasztia idején élt Meritré-Hatsepszut királyné, III. Thotmesz felesége számára épült, de sosem temették ide. Később Szennofer, Théba polgármestere használta fel családi temetkezéséhez II. Amenhotep uralkodása idején. Victor Loret fedezte fel 1899-ben, feltárását Howard Carter kezdte meg, aki 1900. december 9-én lépett be először a sírba.

## Leírása
A sír hajlított tengelyű, hossza 58,18 m, teljes területe 184,77 m². Meredek lépcső vezet le a sírba, ez egy lejtős folyosóban folytatódik, majd újabb meredek lépcső, amit egy kamra követ. A sír tengelye itt 90°-ban balra elfordul, és egy újabb folyosóban folytatódik, ebből nyílik a kártus alaprajzú sírkamra, melyből jobbra egy mellékkamra nyílik. A sírkamra két oszlopa közül az elülső törött. A sír nagyrészt díszítetlen, csak a sírkamrában látható heker-fríz, valamint csillagmintás, befejezetlen mennyezet. A sírkamrában befejezetlen, nem használt négyszögletes kvarcitszarkofág áll.
Carter számára eredetileg nem volt világos, kinek a számára épült a sír. A korabeli magánsíroknál nagyobb mérete és a kártus formájú sírkamra királyi családtagra vall, a rituális akna hiánya azonban arra utal, nem fáraó sírjának épült. Az alaprajz azt sugallja, későbbi, mint III. Thotmesz sírja, a Királyok völgye 34. Temetkezési kellékek töredékein Szennofer thébai polgármester, felesége, Szenetnei, valamint Baketré „királyi ékszer” (nemes hölgyek egyik címe) neve állt. Szenetnei kanópuszedényeit Carter 1901-ben egy az egyben megtalálta. Ennek alapján feltételezte, hogy a sír Szennofer és családja számára készült; tudjuk azonban, hogy a polgármester számára másik sír épült, a TT96, és valószínűleg itt is temették el. Catharine Roehrig feltételezte, hogy Szenetnei testét temették itt újra, talán a XXII. dinasztia idején, miután előzőleg máshol volt eltemetve. 1921 januárjában Carter megtalálta az építési lerakatot a sír bejáratánál, ezek alapján biztonsággal eldönthető, hogy a KV42 Meritré-Hatsepszut számára készült, még férje, III. Thotmesz uralkodása idején, de nem fejezték be. A fia, II. Amenhotep uralkodása alatt elhunyt királynét pedig Amenhotep sírjába, a KV35-be temették. Szennofer, Szenetnai és Baketré ezután, II. Amenhotep uralkodása alatt használhatták fel a sírt, vagy pedig máshol történt temetkezésük után ide szállították át őket.
A sír bejáratánál egy graffito tanúsítja, hogy „a nyár 3. havának 23. napján a nekropolisz munkáscsapata megkezdte a munkát ezen a síron, mikor Butehamon írnok a városba ment, hogy lássa az északi tábornok érkezését”. Ez arra a folyamatra utalhat, melynek során a harmadik átmeneti kori főpapok és uralkodók felnyitották a régi sírokat, részben az ott lévőknek a sírrablóktól biztos helyen történő újratemetése, részben viszont a velük eltemetett kincsek újrahasznosítása miatt.
A sírt már az ókorban kifosztották, és áradás is kárt tett benne.

## Külső hivatkozások
- Theban Mapping Project: KV42